# Безбрежное Саргассово море
«Безбре́жное Сарга́ссово мо́ре», также «Широкое Саргассово море» (англ. Wide Sargasso Sea) — экранизация новеллы «Антуанетта» вест-индской писательницы Джин Рис.
В фильме рассказывается о детстве, замужестве и жизни первой жены Эдварда Рочестера Берты Антуанетты — персонажа романа Шарлотты Бронте «Джейн Эйр». Действие происходит на Ямайке в 1840-50-х гг. на фоне Саргассова моря. Кинолента показывает эротические и любовные переживания супружеской пары.

## Сюжет
Молодая Антуанетта Косуэй выходит замуж за только что прибывшего на Ямайку англичанина Эдварда Рочестера. Кажется, что всё прекрасно и молодые люди полюбили друг друга, но перед свадьбой девушка не открыла своему наречённому тайну относительно детства и своей матери. Медленно, но верно, этот секрет начинает разрушать отношения супругов, и Антуанетту настигает та же участь, что и её мать.

## В ролях
- Карина Ломбард — Антуанетта Косуэй
- Натаниель Паркер — Эдвард Рочестер
- Рэйчел Уорд — Аннетта Косуэй
- Майкл Йорк — Пол Мейсон
- Наоми Уоттс — Фанни Грей
- Мартин Бесуик — тётя Кора
- Клаудиа Робинсон — Кристофина
- Хью Кристи Уильямс — Ричард Мейсон
- Кейси Берна — юная Антуанетта
- Ровена Кинг — Амелия
- Бен Томас — Дэниел Косуэй

### Награды
- 1994: Карина Ломбард — First American in the Arts Awards за роль Берты Антуанетты Косуэй-Мейсон.